# Mogrus neglectus
Mogrus neglectus là một loài nhện trong họ Salticidae.
Loài này thuộc chi Mogrus. Mogrus neglectus được Eugène Simon miêu tả năm 1868.